# Heworth (Tyne and Wear)
Heworth är en ort i distriktet Gateshead, i grevskapet Tyne and Wear, i England. Heworth var en civil parish från 1866 till 1974. Civil parish hade 36 376 invånare år 1961.